# レナペ

ラッパウィンソエ酋長

レナペ族（Lenape、レニ・レナペ族、Lenni-Lenape ）あるいはデラウェア族（Delaware）は、アメリカ・インディアン（ネイティブアメリカン）の部族である。「レナペ」は彼らの言葉で「真の人間」という意味。

## 文化・歴史
アルゴンキン語族に属し、現在でいうアメリカ東部ニューイングランドのニューヨーク州、ペンシルベニア州、ニュージャージー州、デラウェア州、デラウェア湾・デラウェア川一帯で、トウモロコシの栽培農場を中心に、多数の支族集団が小規模なウィグワムの集落を作って狩猟採集を行いながら点在していた。

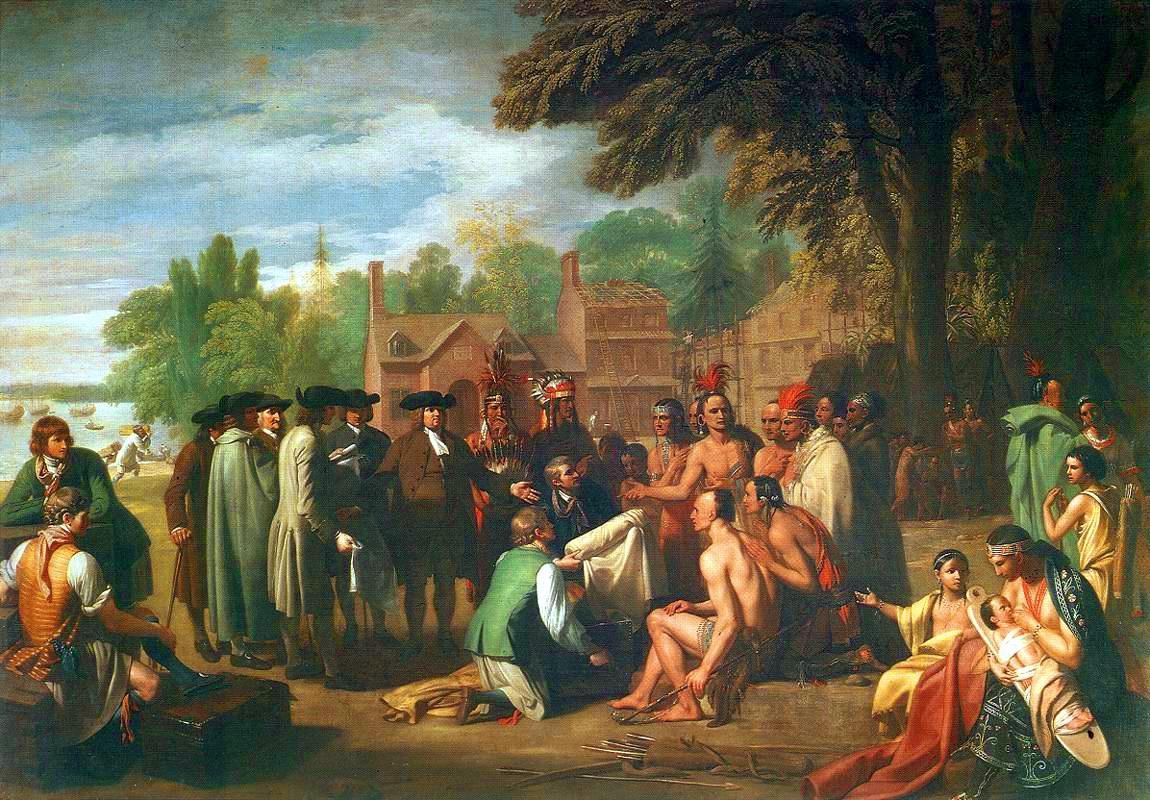
植民地仲買人ウィリアム・ペンとレナペ族の1682年の土地交渉の想像画（ベンジャミン・ウェスト画、1771年）

部族名のレナペの別名「デラウェア」は、1610年ジェームズタウン入植のバージニア植民地総督に任じられた、第3代デラウェア男爵トマス・ウェストを記念して、サミュエル・アーガル大尉が入植地の湾をデラウェアと名付けたことに由来する。
以後、イギリス白人の入植による土地略奪と虐殺、また彼らが持ち込んだ天然痘や風邪などの伝染病で部族の人数は減り、衰退した。白人のように牛や馬、羊といった家畜を飼う文化が無かったため、伝染病に免疫を持たず、ひとたまりもなかったのである。

### 詐欺による領土剥奪

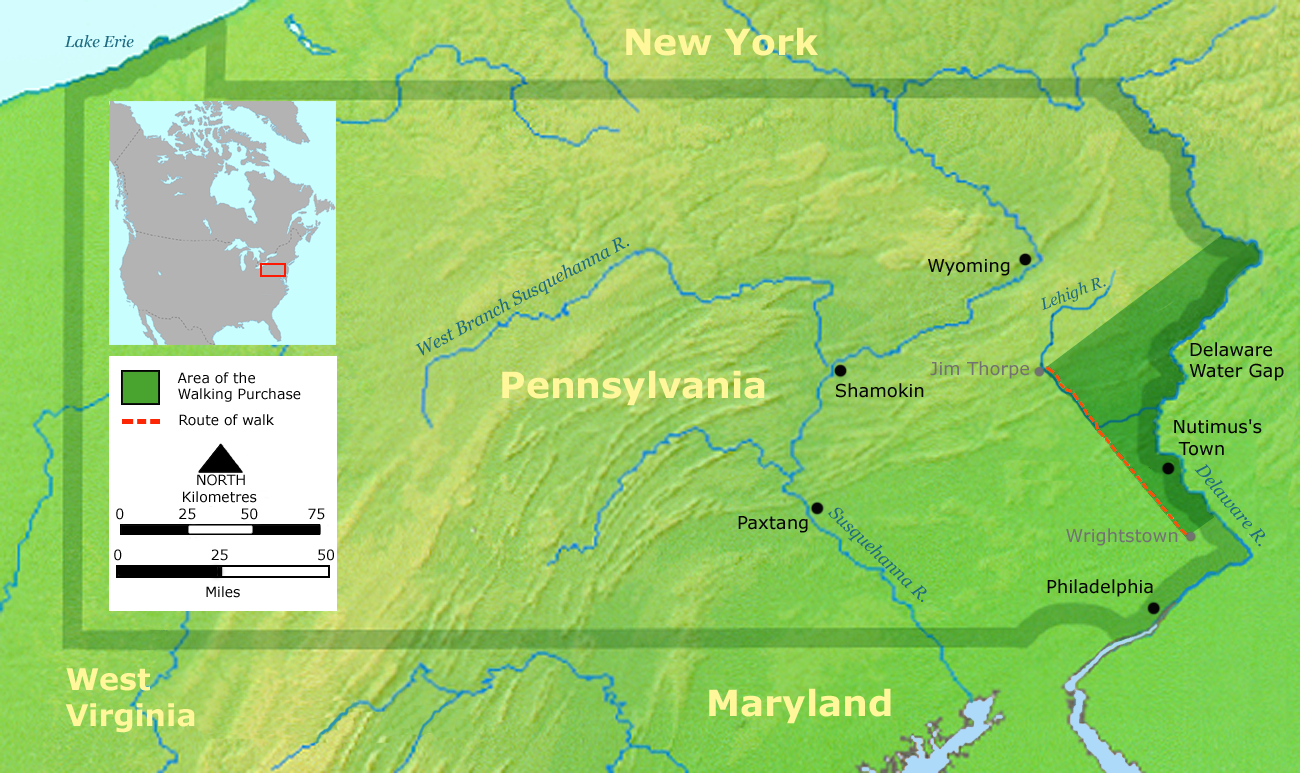
詐欺によって強奪されたレナペ族の領土（暗色部分）

1737年、英国の入植仲買人ウィリアム・ペンの息子たちは、ラッパウィンソエ酋長（Lappawinsoe）に対し、「我々が一日半で歩いて回れるだけの面積の土地を、白人入植者に売ってくれないか」と持ちかけた（Walking Purchase）。
調停者であるラッパウィンソエ酋長がこれを承諾すると、ペンは14人の屈強な男たちに、1日半（36時間）かけて281キロメートルを歩かせた。こうして、デラウェア川一帯4,860平方キロメートルの土地は、白人のものとなってしまった。

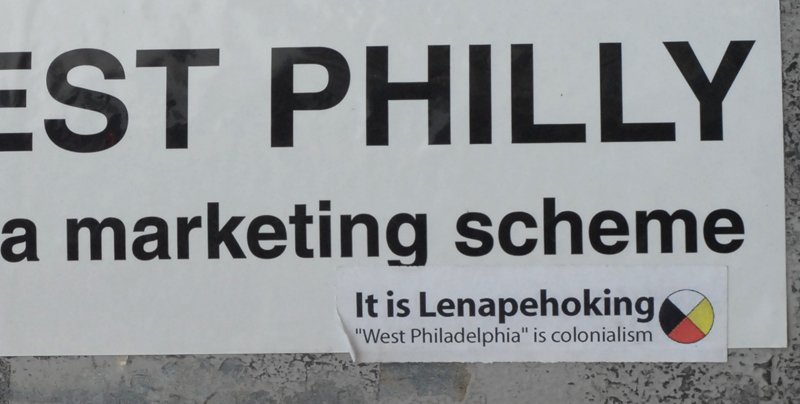
「ここはデラウェア族から騙し取った土地だ」との、デラウェア族の抗議のステッカー（西フィラデルフィア、2008年）

「生まれ故郷から出ていけ」と言われたラッパウィンソエと部族民は激しく抗議したが、抵抗むなしく武力によって抑え込まれ、彼らは西方へ強制的に追い出されることになった。その後数年間の戦いで、彼らはさらに虐殺された。
現在この契約は酋長の署名もなく、いかさまとされている。ブリタニカ百科事典は、「土地の詐欺取引」の項目でこの「Walking Purchase」に言及している。

## 現在

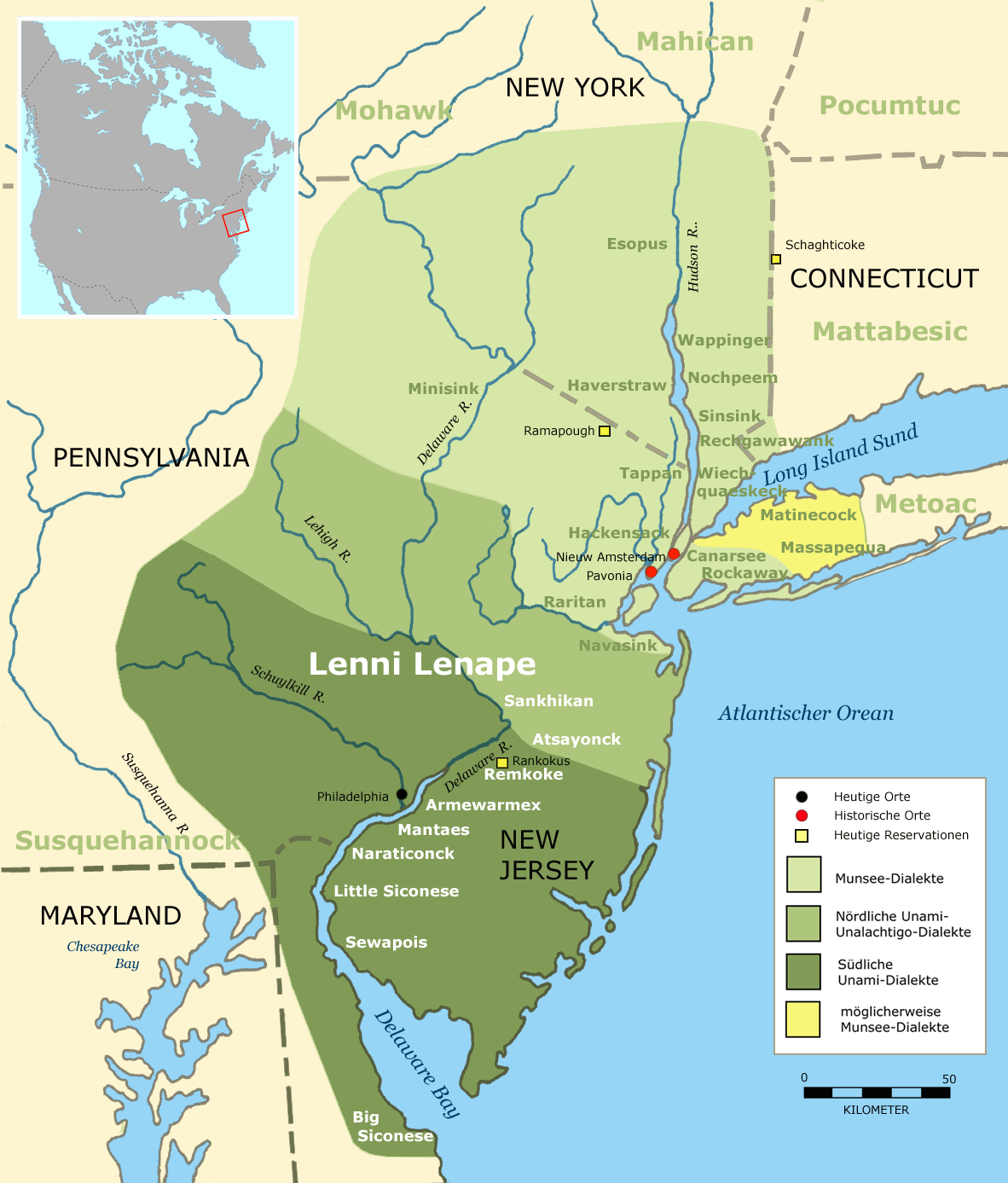
かつてのレナペ族（デラウェア族）インディアンの勢力範囲

生き残った者はイギリスおよびイギリスから独立したアメリカ政府のさらなる領地拡大により、西部に移動させられた。部族の多くの者はチェロキー族の連合に入り、独立した部族をなんとか保っていた。インディアン強制移住法が発布されると、部族の大半は1860年代にインディアン準州（現オクラホマ州）に強制移住させられた。アメリカ連邦政府が公式認定し、保留地（Reservation）を領有するのはこのオクラホマ部族のみとなっている。
他の小規模のレナペ族は強制移住を拒否し、なおも北東部の各州に残って結束を保っており、ニュージャージー州ではレナペの三部族が州政府によって公認されている。それ以外の他州のレナペ族は、「絶滅部族」扱いとなり、「インディアン部族」としては公認されていない。